# Hokovce
Hokovce este o comună slovacă, aflată în districtul Levice din regiunea Nitra. Localitatea se află la altitudinea de 138 m deasupra n.m., se întinde pe o suprafață de 14,4 km2 și în 2017 număra 510 locuitori.

## Istoric
Localitatea Hokovce este atestată documentar din 1245.

## Demografie
| An:                | 1994 | 2004   | 2014    | 2024   |
| ------------------ | ---- | ------ | ------- | ------ |
| Număr de persoane: | 615  | 569    | 509     | 499    |
| Diferență:         |      | −7,47% | −10,54% | −1,96% |

| An:                | 2023 | 2024   |
| ------------------ | ---- | ------ |
| Număr de persoane: | 487  | 499    |
| Diferență:         |      | +2,46% |